# Ver de cire

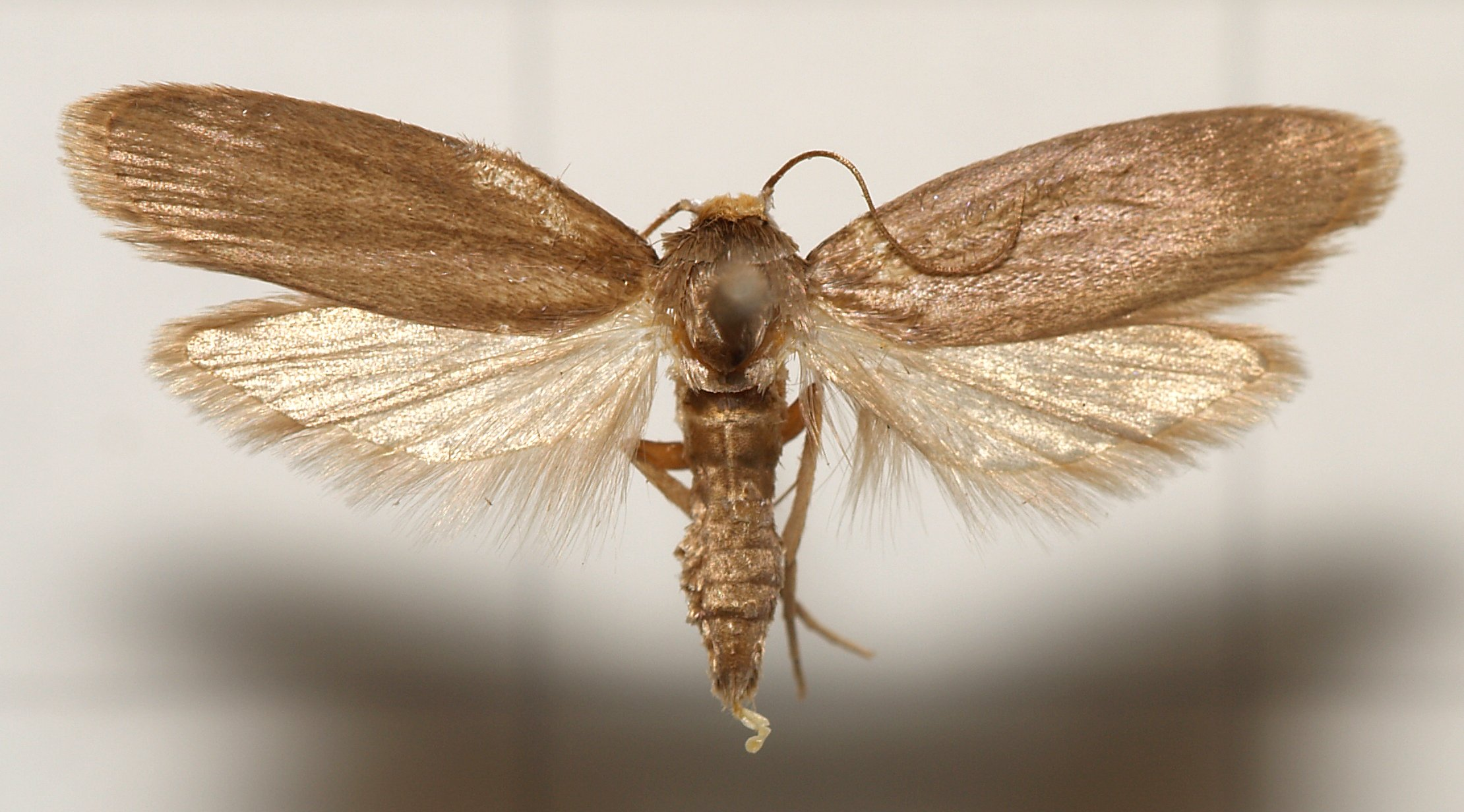
Petite teigne des ruches (Achroia grisella), adulte.

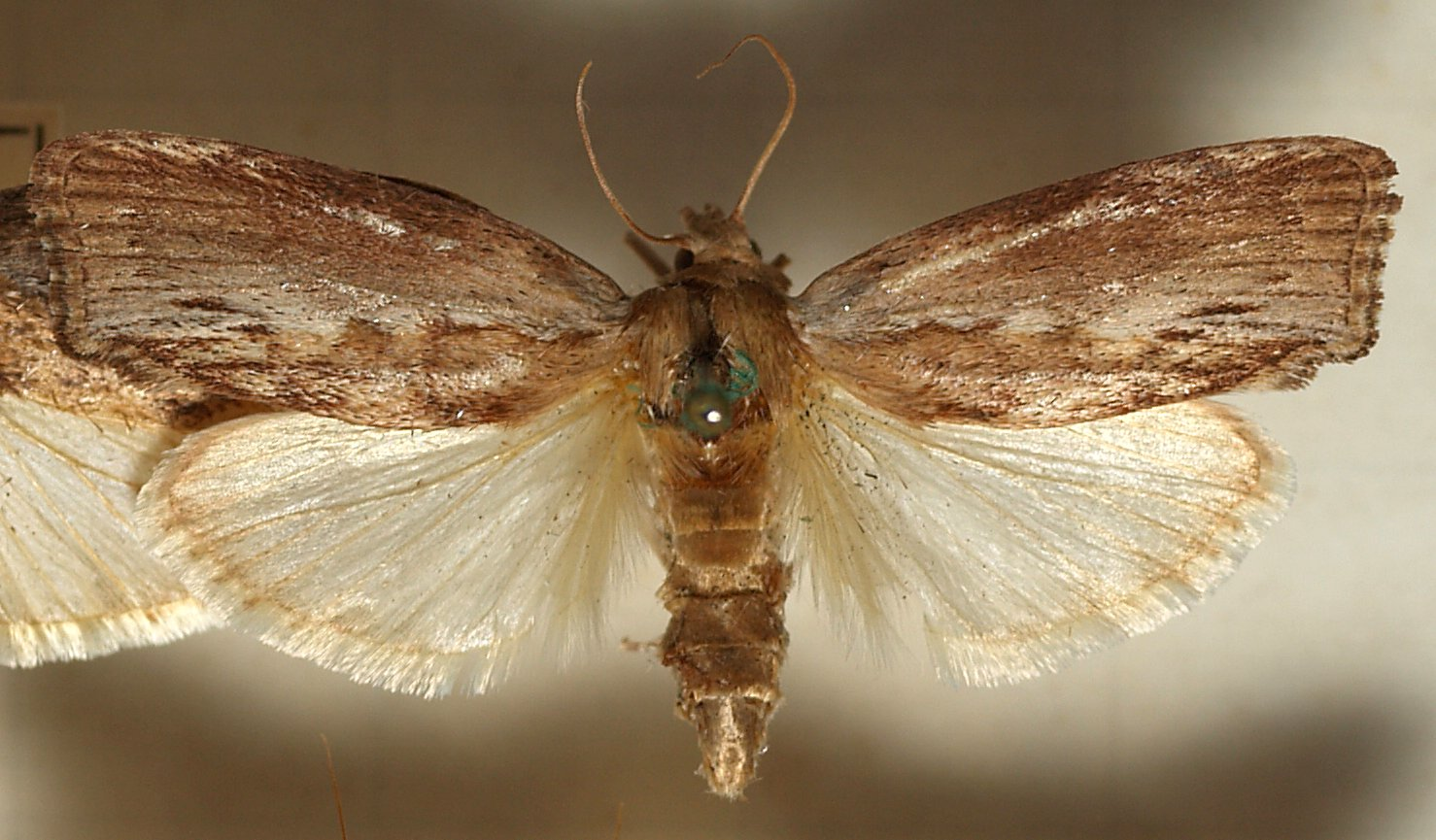
Fausse teigne de la cire (Galleria mellonella), adulte.

Les vers de cire sont les larves, ou chenilles, des « teignes » ou « fausses-teignes des ruches », ou « papillons des ruches », qui appartiennent à la famille des Pyralidae. 
Deux espèces étroitement apparentées font l'objet d'élevage commercial, la Petite teigne des ruches (Achroia grisella) et la Fausse-teigne de la cire (Galleria mellonella). Elles appartiennent à la tribu des Galleriini dans la sous-famille des Galleriinae. 
Ce terme désigne aussi les larves d'une autre espèce, la Pyrale indienne de la farine (Plodia interpunctella), mais on ne la trouve pas dans le commerce. 
Il existe encore une autre espèce de teignes de la sous-famille des Galleriinae qui produit aussi des vers de cire, la Fausse-teigne des nids de bourdons, Aphomia sociella, qui ne fait pas non plus l'objet d'élevage.
Les vers de cire sont des chenilles blanchâtres, aux pattes noires à leur extrémité et à la tête petite de couleur noire ou brune. 
À l'état sauvage, ces larves vivent comme des  parasites dans les colonies d'abeilles et se nourrissent des cocons, du pollen, et des exuvies d'abeilles, et attaquent la cire, d'où leur nom. Les apiculteurs considèrent ces chenilles comme des ravageurs.
Galleria mellonella (fausse teigne de la cire) n'attaque pas les abeilles directement, mais se nourrit de la cire utilisée par les abeilles pour construire leur rayons. 
Le plein développement de ces papillons jusqu'au stade imago nécessite l'accès aux cellules du couvain qui contiennent des protéines essentielles pour le développement des larves.
La destruction des rayons peut entraîner la perte du miel stocké ou le contaminer, et peut aussi tuer les larves des abeilles et contribue à la propagation de maladies.
En captivité, ils peuvent rester longtemps sans manger, en particulier si on les conserve à des températures fraiches.
Les vers de cire sont généralement élevés à l'aide d'un mélange de graines de céréales, de son et de miel.    